# Volta a l'Algarve 2015
La Volta a l'Algarve 2015 fou la 41a edició de la Volta a l'Algarve. La cursa formava part de l'UCI Europa Tour 2015 i es disputà en cinc etapes entre el 18 i el 22 de febrer de 2015. El vencedor final fou el gal·lès Geraint Thomas (Team Sky), que s'imposà al polonès Michał Kwiatkowski (Etixx-Quick Step), vencedor de l'anterior edició i al portuguès Tiago Machado (Team Katusha).
En les classificacions secundàries Geraint Thomas també guanyà la classificació dels punts, Richie Porte (Team Sky) la de la muntanya i Davide Formolo (Cannondale-Garmin) la dels joves. El Team Katusha guanyà la classificació per equips.

## Equips participants
Classificada amb una categoria 2.1 de l'UCI Europa Tour, la Volta a l'Algarve és oberta a la participació dels UCI ProTeams amb un màxim del 50% dels equips participants, els equips continentals professionals, els equips continentals i els equips nacionals.
21 equips participen en aquesta cursa - 8 ProTeams, 4 equips continentals professionals i 9 equips continentals:
- 8 equips World Tour: Astana Qazaqstan Team, Cannondale-Garmin, Etixx-Quick Step, Team Katusha, Team LottoNL-Jumbo, Lotto Soudal, Movistar Team, Team Sky
- 4 equips continentals professionals: Bora-Argon 18, Caja Rural-Seguros RGA, RusVelo, Wanty-Groupe Gobert
- 9 equips continentals: ActiveJet Team, Efapel, LA Aluminios-Antarte, Louletano-Ray Just Energy, Murias Taldea, Optum-Kelly Benefit Strategies, Rádio Popular-Boavista, Tavira, W52-Quinta da Lixa

## Etapes
| #        | Data         | Recorregut                         |                   | Km    | Vencedor d'etapa      | Líder de la general   | Ref.  |
| -------- | ------------ | ---------------------------------- | ----------------- | ----- | --------------------- | --------------------- | ----- |
| 1a etapa | 18 de febrer | Lagos - Albufeira                  | Etapa plana       | 166.7 | Gianni Meersman (BEL) | Gianni Meersman (BEL) | [ 2 ] |
| 2a etapa | 19 de febrer | Lagoa - Monchique                  | Etapa accidentada | 197.2 | Geraint Thomas (GBR)  | Geraint Thomas (GBR)  | [ 3 ] |
| 3a etapa | 20 de febrer | Vila do Bispo - Cap de São Vicente | Contrarellotge    | 19    | Tony Martin (GER)     | Geraint Thomas (GBR)  | [ 4 ] |
| 4a etapa | 21 de febrer | Tavira - Malhão                    | Etapa accidentada | 215.7 | Richie Porte (AUS)    | Geraint Thomas (GBR)  | [ 5 ] |
| 5a etapa | 22 de febrer | Almodôvar - Vilamoura              | Etapa plana       | 184.3 | André Greipel (GER)   | Geraint Thomas (GBR)  | [ 6 ] |

## Classificació general final
|    | Ciclista                      | Equip                 | Temps       |
| -- | ----------------------------- | --------------------- | ----------- |
| 1  | Geraint Thomas (GBR)          | Team Sky              | 19h 46' 13" |
| 2  | Michał Kwiatkowski (POL)      | Etixx-Quick Step      | + 27"       |
| 3  | Tiago Machado (POR)           | Team Katusha          | + 1' 11"    |
| 4  | Richie Porte (AUS)            | Team Sky              | + 1' 14"    |
| 5  | Luis León Sánchez (ESP)       | Astana Qazaqstan Team | + 1' 18"    |
| 6  | Rein Taaramäe (EST)           | Astana Qazaqstan Team | + 1' 19"    |
| 7  | Sergey Chernetskiy (RUS)      | Team Katusha          | + 1' 32"    |
| 8  | Alberto Losada (CAT)          | Team Katusha          | + 1' 55"    |
| 9  | Rubén Fernández Andújar (ESP) | Movistar Team         | + 2' 04"    |
| 10 | Ion Izagirre (ESP)            | Movistar Team         | + 2' 21"    |

## Evolució de les classificacions
| Etapa | Vencedor        | Classificació general | Classificació de la muntanya | Classificació dels esprints | Classificació per punts | Millor portuguès | Classificació per equips |
| ----- | --------------- | --------------------- | ---------------------------- | --------------------------- | ----------------------- | ---------------- | ------------------------ |
| 1     | Gianni Meersman | Gianni Meersman       | Mario González               | Davide Formolo              | Gianni Meersman         | Filipe Cardoso   | Etixx-Quick Step         |
| 2     | Geraint Thomas  | Geraint Thomas        | Geraint Thomas               | Sebastián Henao             | Geraint Thomas          | Tiago Machado    | Team Sky                 |
| 3     | Tony Martin     | Geraint Thomas        | Geraint Thomas               | Sebastián Henao             | Geraint Thomas          | Tiago Machado    | Etixx-Quick Step         |
| 4     | Richie Porte    | Geraint Thomas        | Richie Porte                 | Davide Formolo              | Geraint Thomas          | Tiago Machado    | Team Katusha             |
| 5     | André Greipel   | Geraint Thomas        | Richie Porte                 | Davide Formolo              | Geraint Thomas          | Tiago Machado    | Team Katusha             |
| Final | Final           | Geraint Thomas        | Richie Porte                 | Davide Formolo              | Geraint Thomas          | Tiago Machado    | Team Katusha             |